# بریجیتا ۴۵۰
سیارک ۴۵۰ (به انگلیسی: 450 Brigitta، نامگذاری:1899EV) چهارصد و پنجاهمین سیارک کشف شده‌است که در ۱۰ اکتبر ۱۸۹۹ و در هایدلبرگ کشف شد.
قدر مطلق سیارک برابر ۱۰٫۲۸ است.